# Ballerina (Angelo Branduardi)
Ballerina è un album raccolta di Angelo Branduardi, formata da brani non molto famosi, né di facile presa, pubblicata dall'etichetta discografica Disky nel 2003.
Questa rara raccolta contiene le versioni originali delle canzoni, che per vincoli contrattuali apparvero solo negli album di appartenenza. Nelle altre raccolte erano state riproposte delle canzoni con esecuzioni strumentali molto differenti, spesso dal vivo, dove l'autore non suonava più il violino, sostituito dalle tastiere.

## Tracce
1. Gulliver
2. Tanti anni fa
3. Storia di mio figlio
4. Il regno millenario
5. Alla fiera dell'est
6. La giostra
7. Ballerina
8. Cogli la prima mela
9. Nel giardino dei salici
10. Il cappello a sonagli
11. Pioggia
12. Vanità di vanità